# Orkaan Floyd
Orkaan Floyd was een tropische cycloon die op 7 september 1999 ontstond uit een tropische golf vlak voor de kust van Afrika.

## Ontstaan en ontwikkeling
Op 2 september vertrok een tropische onweersstoring van de Afrikaanse kust snel westwaarts. De eerste dagen ontwikkelde de storing nauwelijks, maar op 5 september ontstond er circulatie in het systeem het duurde echter tot 7 september totdat er voldoende convectie en organisatie was om het systeem te promoveren tot tropische depressie 8 op ongeveer 1600 km ten oosten van de Bovenwindse Eilanden. De volgende dag werd de depressie tropische storm Floyd en daarmee werd Floyd een tropische cycloon van het Kaapverdische type. Floyd trok naar het westnoordwesten en was zo groot in omvang, dat hij pas op dat moment een goed georganiseerde en afgegrensde kern bezat. Daarom kon Floyd aanvankelijk slechts gestaag in kracht toenemen. Op 11 september werd Floyd een orkaan en de volgende dag bereikte hij ten noorden van de Bovenwindse Eilanden de tweede categorie met windsnelheden tot 175 km/uur. Floyd draaide bij naar het westen, richting de Bahama's en binnen 24 uur werd hij een orkaan van de vierde categorie, met windsnelheden van 248 km/uur net onder de grens van de vijfde categorie en een druk van 921 mbar.
Tijdens de tocht door de Bahama's verzwakte Floyd door een proces, wat in het Engels eyewall replacement cycle wordt genoemd: De oogrokken van een majeure orkaan heeft de neiging naar binnen te trekken. Daardoor wordt het oog kleiner. De convectie meer in de periferie van de orkaan trekt dan samen en vormt een buitenste, nieuwe oogrok, die de oude oogrok gaat vervangen en het oog weer groter maakt. In de periode dat beide oogrokken naast elkaar bestaan, berooft de buitenste de binnenste de toevoer van vocht en warmte. Hierdoor stijgt de luchtdruk, neemt de windsnelheid af en verzwakt dus de orkaan. Als het proces is afgelopen, kan de orkaan opnieuw in kracht toenemen en zelfs sterker worden als voorheen. Dit gebeurde ook met Floyd: na gedegradeerd te zijn naar de derde categorie werd Floyd net ten noorden van de Bahama's weer een orkaan van de vierde categorie. Floyd draaide bij naar het noorden en noordnoordoosten, richting Noord Carolina. Floyd kreeg te maken met stroming in de atmosfeer en droge luchtmassa's, die hem verzwakten. Floyd was echter een reusachtige orkaan; de diameter van het gebied met windkracht 8 en hoger was 935 km.
Op 16 september landde Floyd als orkaan van de tweede categorie in North Carolina. Floyd trok over North Carolina en Virginia en kwam nog even boven de Atlantische Oceaan als tropische storm. Op 17 september landde Floyd op Long Island en verloor gaandeweg zijn tropische kenmerken. Floyd werd dezelfde dag nog een extratropische cycloon boven het zuiden van Maine en werd ten slotte opgenomen door een koufront ten oosten van Newfoundland. Floyd eiste in totaal aan ongeveer 90 mensen het leven en veroorzaakte $4,5 miljard aan schade. Voornamelijk door uitgebreide overstromingen. Er was scherpe kritiek op het Federaal Bureau ter Bestrijding van Calamiteiten, de FEMA, zoals ook na de orkaan Katrina in het seizoen 2005. De FEMA had weliswaar voorbereidingen getroffen voor de storm zelf, maar was absoluut niet berekend op de overstromingen, die ten gevolge van Floyd optraden, Hoewel bekend was, dat bodem en alle waterwegen al door Dennis waren verzadigd. Men vreesde grote vissterfte in de lagune voor de kust van North Carolina, vanwege de stortvloed aan zoet water. Dit bleek mee te vallen. Evenals de vervuiling, die weliswaar aanzienlijk was, maar er was zoveel regen gevallen dat de vervuilende stoffen sterk verdund werden.